# Jagdschloss Paulinzella

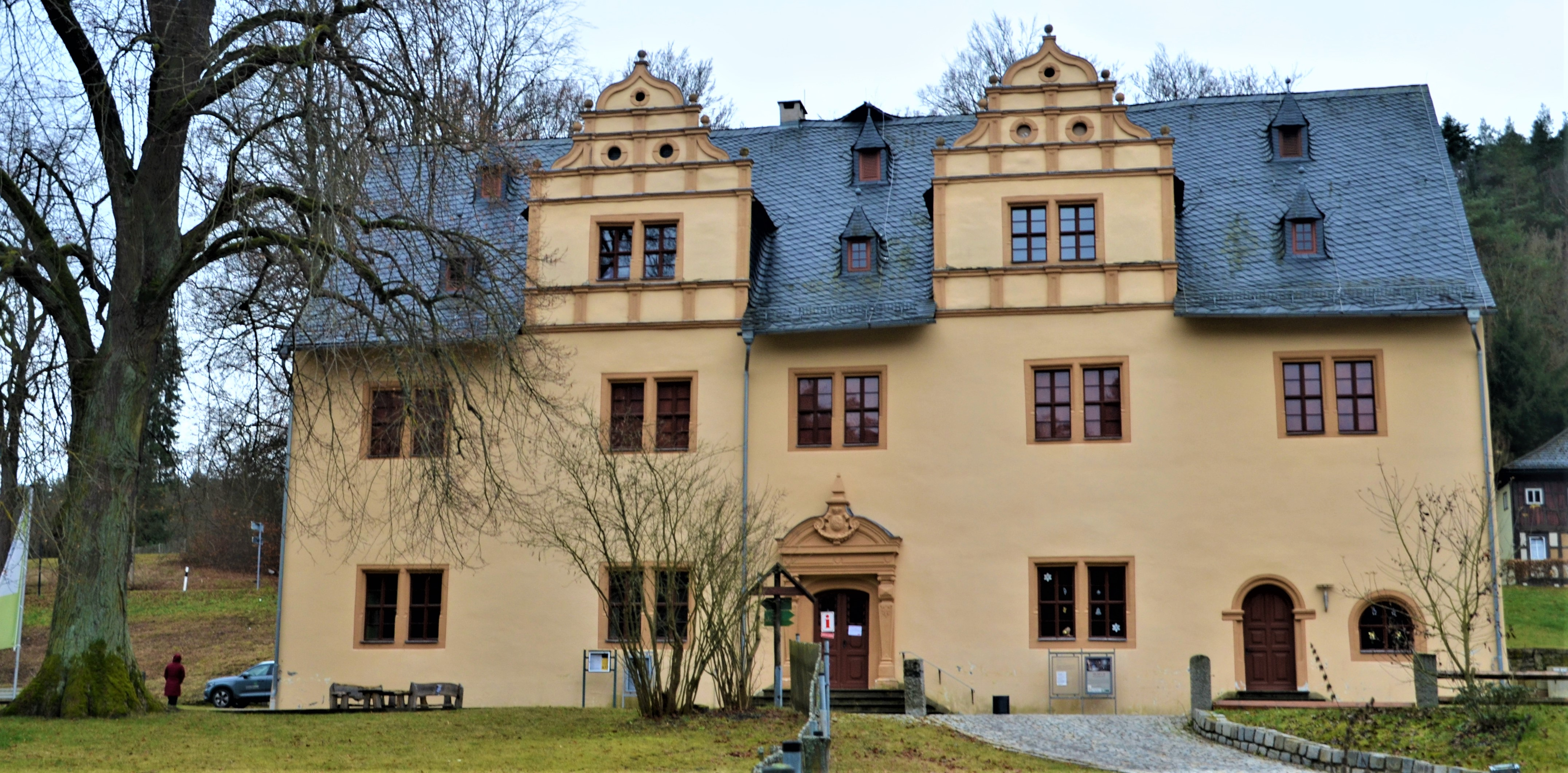
Jagdschloss Paulinzella

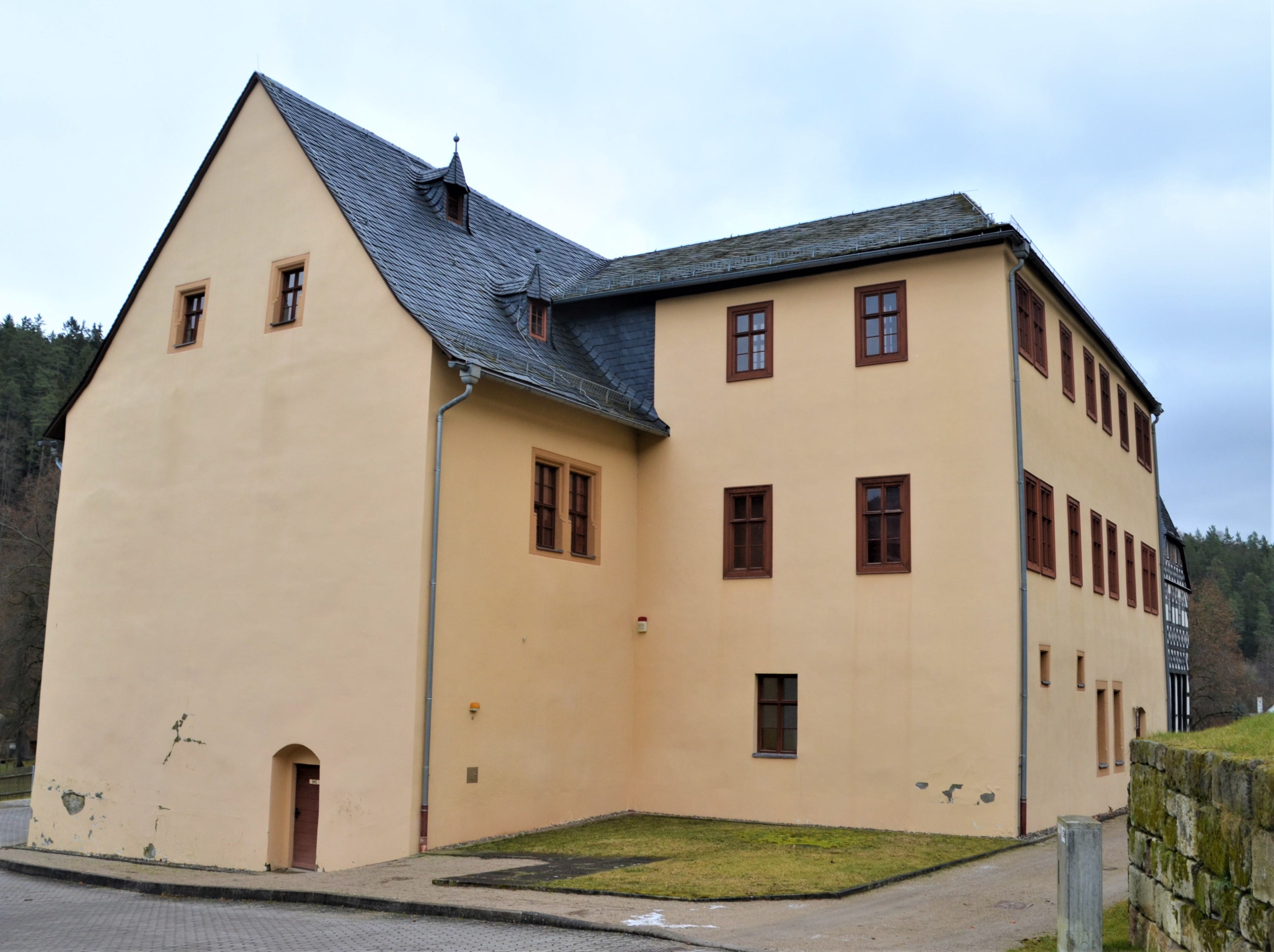
Rückwärtige Ansicht

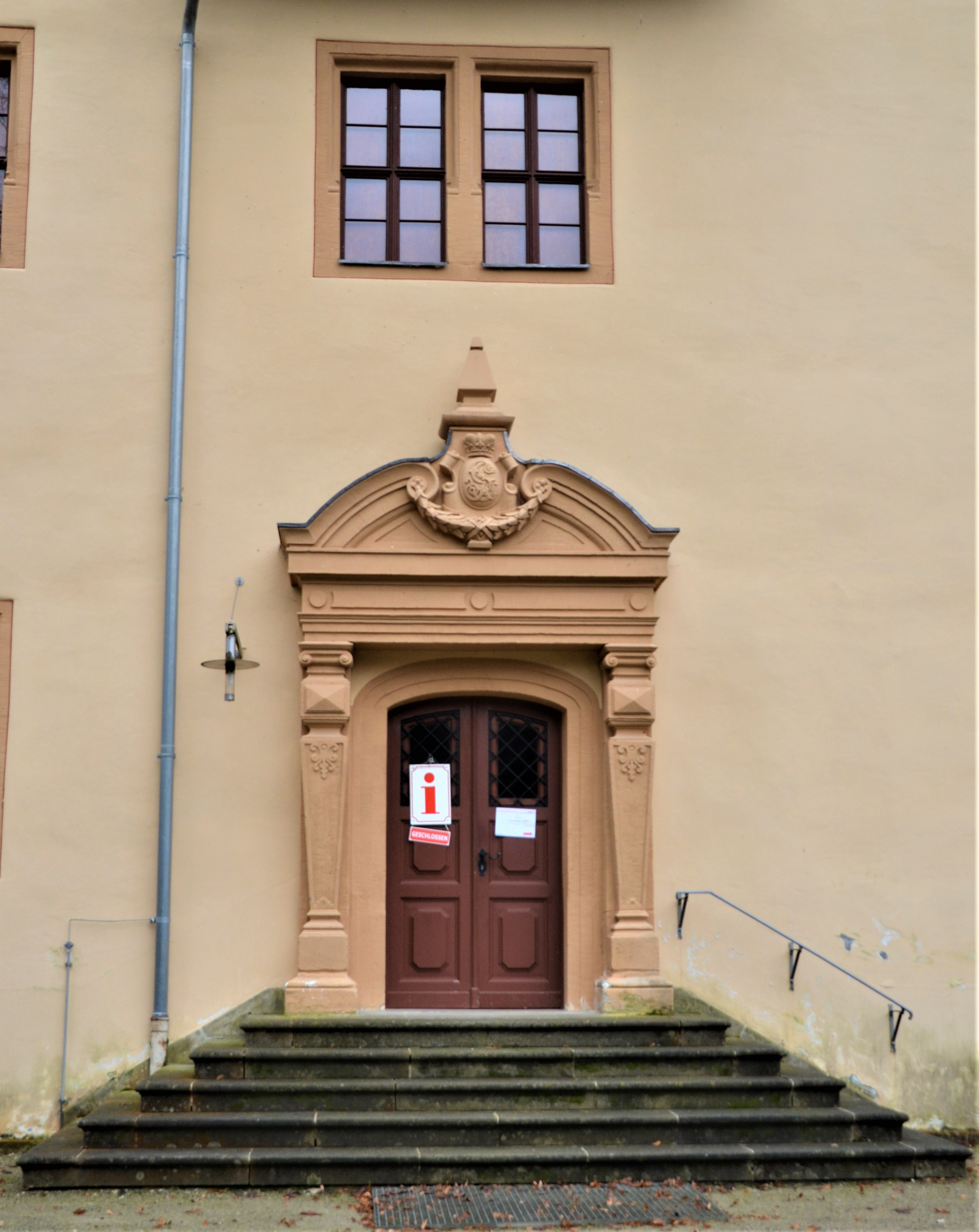
Portal des Jagdschloss

Das Jagdschloss Paulinzella liegt in Paulinzella im Landkreis Saalfeld-Rudolstadt in Thüringen.

## Lage
Das Jagdschloss befindet sich ebenso wie das Dorf im Tal des Rottenbachs etwa fünf Kilometer nordwestlich der Stadt Königsee und elf Kilometer südlich von Stadtilm nördlich der Landesstraße 1114 sowie südwestlich direkt vor dem Hauptgebäude der Klosterruine Paulinzella.

## Geschichte
Vom Grafen zu Schwarzburg-Rudolstadt wurde das ehemalige Jagdschloss Anfang des 16. Jahrhunderts erbaut. Vermutlich wurden zum Bau Steine der Klosterruine verwendet. Von 1620 bis 1623 entstand das Jagdschloss Paulinzella unter Einbeziehung eines Vorgängerbaus des ehemaligen Klosters. Bis Mitte des 19. Jahrhunderts war es ein beliebter Jagdaufenthalt der Fürsten von Schwarzburg-Rudolstadt.
Das Renaissancegebäude wurde bis 2004 grundhaft saniert. Im Jahr 2002 wurde im Obergeschoss ein Museum eingerichtet, das in sechs Räumen über die Geschichte des Klosters informiert sowie Forst- und Jagdgeschichte präsentiert.

## Resümee
Das Jagdschloss Paulinzella gehört zu jenen Jagdschlössern, die auf säkularisierte Klöster zurückgingen. Eine besondere Bedeutung erhält es durch die Errichtung einer Kapelle, die für eine künftige Nutzung der Anlage durch die Landesherrschaft sprach.